# Friedrich Jonas Beschort

Friedrich Jonas Beschort

Friedrich Jonas Beschort, auch Jonas Friedrich Beschort (* 14. Januar 1767 in Hanau; † 5. Januar 1846 in Berlin) war ein Sänger (Tenor) und Schauspieler aus der Schröderschen und Ifflandschen Schule.

## Leben
Beschort trat zuerst 1786 als Sänger in Worms auf, wurde 1790 von Friedrich Ludwig Schröder in Hamburg engagiert und kam 1796 nach Berlin. Seit 1818 sang er nicht mehr, wirkte fortan nur als Schauspieler und Regisseur. Er war ein sehr beliebter Darsteller von Liebhaber- und Heldenrollen, später auch von komischen Charakterrollen. Bei seinem 50-jährigen Bühnenjubiläum im Jahr 1836 erhielt er von König Friedrich Wilhelm III. die goldene Künstlermedaille. 1838 wurde er pensioniert und starb neun Tage vor seinem 79. Geburtstag am 5. Januar 1846 in Berlin.
Rudolph Genée charakterisierte Beschort:

„Beschort war keine besonders geniale Natur, aber er war für das Theater ein höchst werthvolles Mitglied, nicht allein durch seine Vielseitigkeit, sondern auch durch Bildung und durch den Fleiß, mit welchem er alle Rollen ausarbeitete.“

Garlieb Merkel schrieb in seiner Rezension zur Aufführung von Goethes Iphigenie auf Tauris, in der Beschort die Rolle des Pylades spielte, in der in Berlin erscheinenden Haude- und Spenersche Zeitung vom 27. Dezember 1802:

„Herr Beschort als Pylades sprach und spielte meisterhaft. Er hat überhaupt die leichte und doch feste Haltung, welche edle Charaktere dieser Art fordern, ganz in seiner Gewalt, aber nirgend hat er sie schöner angewandt und gezeigt als hier. Ueberall stellte er den wohlgemuteten, freien, aber zugleich kräftigen Sinn dar, der für die tiefsten Gefühle Empfänglichkeit hat, aber sich selbst in keinem derselben verliert“

Beschort war mit der Sängerin (Sopran) und Schauspielerin Therese Beschort, geborene Zuber, (* 1765, † vermutlich auch 1846, frühestens 1819) verheiratet. Zusammen hatten sie zwei Töchter, Eleonore Wilhelmine Ottilie Beschort (* 1812, † 1881), Stifterin für das heutige Klinikum Am Urban in Berlin-Kreuzberg, und die Schauspielerin Elisabeth Silvia Mathilde Beschort (* 1814, † 1862). Die Gräber von Friedrich Jonas Beschort und seiner beiden Töchter sind erhalten; sie befinden sich auf dem Dreifaltigkeitsfriedhof I in Berlin-Kreuzberg.

## Rollen (Auswahl)
- Shrewsbury – Maria Stuart (Friedrich Schiller)
- Don Manuel – Die Braut von Messina (Friedrich Schiller)
- Riccaut – Minna von Barnhelm (Gotthold Ephraim Lessing)
- Perin – Donna Diana (Agustín Moreto)
- Polonius – Hamlet (William Shakespeare)
- Graf Almavira – Der Barbier von Sevilla (Paesiello) (Beaumarchais)